# Вознесеновка (Мартуцький район)
Вознесе́новка (каз. Вознесеновка) — село у складі Мартуцького району Актюбінської області Казахстану. Адміністративний центр Аккудицького сільського округу.
Населення — 468 осіб (2021; 594 у 2009, 774 у 1999, 1121 у 1989).